# Zrzeszenie Rybaków Morskich – Organizacja Producentów
Zrzeszenie Rybaków Morskich – Organizacja Producentów – polska organizacja zrzeszająca armatorów statków rybackich.

## Historia powstania organizacji
Zrzeszenie Rybaków Morskich kontynuuje działalność organizacji rybackich II Rzeczypospolitej. W latach 1946–1947 r. działało w 31 Oddziałach we wszystkich osadach i portach wzdłuż całego polskiego wybrzeża. 15 czerwca 1947 r. zarejestrowane zostało jako Związek Rybaków Morskich R.P., a 26 lipca 1954 roku wraz z wprowadzeniem nowego statusu zmieniono nazwę na Zrzeszenie Rybaków Morskich. W miarę trwania Zrzeszenia Rybaków Morskich kształtowała się jego działalność ukierunkowana na spełnienie oczekiwań administracji branżowej, resortowej, morskiej i terytorialnej.

## Cele statutowe
Do najważniejszych celów i zadań zrzeszenia należy zaliczyć:
- współpracę z władzami i instytucjami zajmującymi się produkcją rybną i ochroną środowiska dla rozwoju polskiego rybołówstwa morskiego,
- reprezentowanie członków i ich interesów gospodarczych,
- wypracowywanie i prezentowanie wspólnego stanowiska wobec organów administracji rządowej i jednostek samorządu terytorialnego,
- dążenie do podnoszenia wiedzy i kwalifikacji zawodowej członków,
- pomoc członkom Zrzeszenia i ich rodzinom w wyniku następstw nieszczęśliwych wypadków, katastrof morskich i innych związanych z prowadzoną działalnością połowową,
- działalność naukową,
- działalność kulturalną.